# Венусталер
Венусталер (нем. Venustaler — «Венерин талер») — название памятных широких шауталеров 1622 года, отчеканенных в память об основании Магдебурга. На аверсе изображён основатель города император Священной Римской империи Оттон I Великий (962—973) на коне, на реверсе — повозка, запряжённая парой голубей и парой лебедей, на которой стоят обнажённые Венера и три грации. В народе монета получила название нем. Hurenkarrentaler, что в вольном переводе обозначает «талер с повозкой шлюх».
Стихотворная надпись под повозкой «Venus die heydnisch Göttin zart / so blos hier angebettet ward. / Nun ist gottlob das göttlich Wort / Hegegen gepflanzt an dis Ort» переводится как «Венера, нежная языческая богиня, здесь почитаема была в своей наготе. Нынче, хвала Господу, здесь посеяно слово божье».
К венусталерам относятся монеты номиналом в 1, 1½, 2 (один тип в виде обычной монеты, второй — клиппы) и 3 талера, а также 10 дукатов.